# Mike Conway
Mike Conway (Bromley, 19 de agosto de 1983) é um piloto de automobilismo inglês. Foi piloto da equipe Dreyer & Reinbold Racing, na IndyCar Series. É o vencedor geral das 24 Horas de Le Mans de 2021 ao lado de Kamui Kobayashi e Pechito López pela equipe Toyota Gazoo Racing.